# Eris Cafétéria
 (avril 2020).
Si vous disposez d'ouvrages ou d'articles de référence ou si vous connaissez des sites web de qualité traitant du thème abordé ici, merci de compléter l'article en donnant les références utiles à sa vérifiabilité et en les liant à la section « Notes et références ».
Eris Cafétéria, est une marque française, ayant été une référence sur le marché de la cafétéria des centres commerciaux pendant plus de 20 ans. Fondée par Euromarché dans les années 1980, puis cédée en 1993 au groupe Carrefour, lors du rachat du groupe Euromarché, l'enseigne Eris est actuellement sur le déclin.
Eris a compté 57 restaurants et 14 affiliés (franchisés) en 1991, 62 restaurants en 1993, 56 en 1992, 26 en 2002, 15 en 2007 et 11 en 2017. En 2019, seuls les établissements d'Auch, Osny, Issoire et Ecot (A36) sont encore ouverts. L'année 2020, verra la fermeture d'Eris Osny, et d'Eris Ecot (aire d'autoroute).

## Historique
La première cafétéria Eris ouvre en 1980, rue de Flandres à Paris.
Le premier stand Eris Express' ouvre à Toulouse en 1986.
En 1991, la marque Eris était rentable, avec un chiffre d'affaires de 400 millions de francs. Le groupe Carrefour pour des besoins de recentrage et de liquidités cède la marque Eris à Phenix Richelieu pour 120 millions de francs ,. 
En 2000, est émise l'idée de rénovation complète des établissements par le groupe Phenix Richelieu, sur une thématique de cafétéria multipolaire. L'établissement d'Athis-Mons et sa cafétéria Eris de 400 places, situé dans un centre commercial au pied des pistes de l’aéroport d'Orly, a été choisi. Un concept prévu d'être décliné dans les futures réalisations de la chaîne, avec une refonte de la salle de restauration, afin d'obtenir plusieurs espaces différenciés: bar, salon cinéma, zone de restauration décontractée et restaurant.
En mars 2002, est faite l’acquisition de la marque Eris cafétéria et de 26 de ses établissements par le groupe Bertrand,.
En 2008 (avec 26 cafétérias en France et 32,5 millions d'euros de chiffre d'affaires) aura lieu la dernière tentative de redressement de la marque Eris, avec le rajeunissement d'un unique établissement, Eris Nîmes, au code couleurs marron et orange, avec un concept de cuisine spectacle[source insuffisante]. La dernière ouverture d'une cafétéria Eris, aura lieu cette même année, sur l'autoroute A36 et l'aire de service d’Écot.
À la fin 2011, un dernier essai se fera sur l'aire d'autoroute A8 de Vidauban, avec la création et l'ouverture du concept Eris grill. Cet établissement ne durera que quelque temps, remplacé en 2019 par un établissement Courtepaille comptoir.
L'une des cafétérias les plus importantes du groupe, Eris Angers (Carrefour Grand Maine), est rénovée en 2013 selon un code couleurs rose, malheureusement cette opération n'évite pas la fermeture définitive de l'établissement, intervenue au printemps 2014. D'autres cafétérias ne verront jamais de rénovation comme prévu et fermeront comme le restaurant Eris de Morlaix (Géant Bretagnia) fermé en 2018 . Le restaurant d'Alençon ferme lui aussi ses portes cette même année (19 décembre 2018).
Une vague de liquidations de cafétérias Eris a lieu depuis la fin des années 2000. Sur une dizaine d'établissements restants en 2016, le groupe Bertrand, cherchant à nettoyer son portefeuille de marques, fait basculer 5 établissements sous l'enseigne Flunch, filiale du groupe concurrent Agapes (Eris cafétéria de Nîmes, Perpignan, Narbonne, Sète et Toulouse).